# The Trammps
The Trammps is een Amerikaanse band afkomstig uit Philadelphia.

## Geschiedenis
De band is ontstaan uit de Volcanos en Moods die in de jaren 60 optraden en soulmuziek speelden. De bezetting bestond toen uit: Gene Faith (leadzanger), Earl Young (enig vast lid), Jimmy Ellis, Dennis Harris, Ron Kersey, John Hart, Stanley Wade en Michael Thomas.
Begin jaren 1970 waren zij een van de eerste discogroepen. De band bestond toen nog uit Jimmy Ellis, Harold Doc Wade, Stanley Wade en Earl Young. De eerste opname van The Trammps, Zing! Went the Strings of My Heart, dateert uit 1972 en is oorspronkelijk een oud nummer uit 1943, destijds gezongen door Judy Garland. De eerste grote hit waarmee The Trammps definitief doorbraken in Nederland was Love Epidemic uit 1973. Zeer bekend werd de muziek toen grotere hits als Shout, Hold Back the Night en Disco Inferno volgden. De laatstgenoemde hit uit 1976 kwam een jaar later voor in de soundtrack van de film Saturday Night Fever. In 1977 brachten The Trammps The Night the Lights Went Out uit, een lied waarin de grote stroomuitval in New York op 13 juli van dat jaar bezongen werd. In 1984 volgde Move, een cover van de Belgische band Jess & James.
Op 19 september 2005 signeerde de groep de plaat van Disco Inferno in de Dance Music Hall of Fame in New York.
In mei 2008 gaven ze tijdens de Toppers in Concert-serie drie concerten als gastartiesten.
Op 8 maart 2012 overleed Jimmy Ellis, die in 2010 voor het laatst meezong in de band, in Rock Hill, South Carolina.
In 2014 verscheen de single Get Your Lovin' While You Can.
In 2016 waren zij zonder Jimmy Ellis een van de gastartiesten bij de MAX-proms van Omroep MAX in de Jaarbeurs in Utrecht.
In 2019 was de groep te zien in een aflevering van de HBO-serie Big Little Lies.

## Trivia
- In 2000 werd een later bandlid, Jerry Mills Collins, beschuldigd van mishandeling van zijn vrouw op Valentijnsdag toen hij haar had beschuldigd van overspel. Hij kreeg een gevangenisstraf van 12 tot 35 jaar opgelegd.

## Discografie

### Albums
| Album met eventuele hitnotering(en) in de Nederlandse Album Top 100 | Datum van verschijnen | Datum van binnenkomst | Hoogste positie | Aantal weken | Opmerkingen   |
| ------------------------------------------------------------------- | --------------------- | --------------------- | --------------- | ------------ | ------------- |
| The legendary zing album                                            | 1975                  | -                     |                 |              |               |
| The best of the Trammps                                             | 1975                  | 15-02-1975            | 16              | 9            | Verzamelalbum |
| Trammps                                                             | 07-1975               | -                     |                 |              |               |
| Where the happy people go                                           | 15-04-1976            | -                     |                 |              |               |
| Disco inferno                                                       | 29-12-1976            | -                     |                 |              |               |
| The Trammps III                                                     | 10-11-1977            | -                     |                 |              |               |
| The whole world's dancing                                           | 1979                  | -                     |                 |              |               |
| Mixin' it up                                                        | 1980                  | -                     |                 |              |               |
| Slipping out                                                        | 1980                  | -                     |                 |              |               |
| The very best of the Trammps                                        | 1991                  | 02-11-1991            | 38              | 12           | Verzamelalbum |

### Singles
| Single met eventuele hitnotering(en) in de Nederlandse Top 40 | Datum van verschijnen | Datum van binnenkomst | Hoogste positie | Aantal weken | Opmerkingen                               |
| ------------------------------------------------------------- | --------------------- | --------------------- | --------------- | ------------ | ----------------------------------------- |
| Love epidemic                                                 | 1974                  | 13-04-1974            | 11              | 7            | Nr. 11 in de Single Top 100 / Alarmschijf |
| Where do we go from here                                      | 1974                  | 29-06-1974            | tip5            | -            |                                           |
| Shout                                                         | 1974                  | 04-01-1975            | 5               | 12           | Nr. 5 in de Single Top 100                |
| Trusting heart                                                | 1975                  | 03-05-1975            | 31              | 2            |                                           |
| Save a place                                                  | 1975                  | 06-09-1975            | 36              | 3            |                                           |
| Hooked for life                                               | 1975                  | 25-10-1975            | 22              | 6            | Nr. 28 in de Single Top 100               |
| Zing! went the strings of my heart                            | 1975                  | 06-12-1975            | 11              | 9            | Nr. 5 in de Single Top 100                |
| Hold back the night                                           | 1976                  | 28-02-1976            | 12              | 7            | Nr. 11 in de Single Top 100               |
| That's where the happy people go                              | 1976                  | 01-05-1976            | 25              | 4            |                                           |
| Disco party (Dance people dance)                              | 1976                  | 31-07-1976            | tip4            | -            |                                           |
| Sixty minute man                                              | 1976                  | 09-10-1976            | tip16           | -            |                                           |
| Disco inferno                                                 | 1977                  | 09-04-1977            | tip6            | -            |                                           |
| (The night the lights went out in) New York City              | 1978                  | 11-03-1978            | 15              | 9            | Nr. 10 in de Single Top 100               |
| Move                                                          | 1984                  | 19-05-1984            | 34              | 3            | Nr. 37 in de Single Top 100               |

| Single met hitnotering(en) in de Vlaamse Ultratop 50 | Datum van verschijnen | Datum van binnenkomst | Hoogste positie | Aantal weken | Opmerkingen                 |
| ---------------------------------------------------- | --------------------- | --------------------- | --------------- | ------------ | --------------------------- |
| Love epidemic                                        | 1974                  | -                     |                 |              | Nr. 7 in de Radio 2 Top 30  |
| Where do we go from here                             | 1974                  | -                     |                 |              | Nr. 30 in de Radio 2 Top 30 |
| Shout                                                | 1974                  | -                     |                 |              | Nr. 7 in de Radio 2 Top 30  |
| Save a place                                         | 1975                  | -                     |                 |              | Nr. 25 in de Radio 2 Top 30 |
| Hooked for life                                      | 1975                  | -                     |                 |              | Nr. 12 in de Radio 2 Top 30 |
| Zing! went the strings of my heart                   | 1975                  | -                     |                 |              | Nr. 8 in de Radio 2 Top 30  |
| Hold back the night                                  | 1976                  | -                     |                 |              | Nr. 21 in de Radio 2 Top 30 |
| Stop and think                                       | 1976                  | -                     |                 |              | Nr. 29 in de Radio 2 Top 30 |
| Disco party (Dance people dance)                     | 1976                  | -                     |                 |              | Nr. 24 in de Radio 2 Top 30 |
| Disco inferno                                        | 1977                  | -                     |                 |              | Nr. 24 in de Radio 2 Top 30 |
| (The night the lights went out in) New York City     | 1978                  | -                     |                 |              | Nr. 9 in de Radio 2 Top 30  |
| Move                                                 | 1984                  | -                     |                 |              | Nr. 26 in de Radio 2 Top 30 |

### NPO Radio 2 Top 2000
| Nummers met noteringen in de NPO Radio 2 Top 2000 | '99  | '00  | '01 | '02 | '03  | '04  | '05  | '06 | '07  | '08  | '09  | '10  | '11  | '12  | '13  | '14  | '15  | '16  | '17  | '18  | '19  | '20  | '21  | '22  | '23  | '24  |
| ------------------------------------------------- | ---- | ---- | --- | --- | ---- | ---- | ---- | --- | ---- | ---- | ---- | ---- | ---- | ---- | ---- | ---- | ---- | ---- | ---- | ---- | ---- | ---- | ---- | ---- | ---- | ---- |
| Disco Inferno                                     | 1158 | 1096 | 944 | 816 | 1310 | 1109 | 1452 | 802 | 1122 | 1023 | 904  | 867  | 1073 | 862  | 710  | 892  | 1029 | 1032 | 1114 | 1228 | 1205 | 1144 | 1145 | 1326 | 1292 | 1430 |
| Shout                                             | 941  | 1224 | 903 | 913 | 857  | 908  | 985  | 935 | 976  | 924  | 1250 | 1012 | 1196 | 1202 | 1280 | 1345 | 1538 | 1711 | -    | -    | -    | -    | -    | -    | -    | -    |
| Zing! Went the Strings of My Heart                | 1832 | -    | -   | -   | -    | -    | -    | -   | -    | -    | -    | -    | -    | -    | -    | -    | -    | -    | -    | -    | -    | -    | -    | -    | -    | -    |

1. ↑  Een '-' betekent dat het nummer niet was genoteerd en een vetgedrukt getal geeft de hoogste notering van een nummer aan.